# ويليام إف. دوراند
ويليام إف. دوراند (بالإنجليزية: William F. Durand)‏ هو عالم أمريكي، ولد في 5 مارس 1859 في Beacon Falls, Connecticut ‏ في الولايات المتحدة، وتوفي في 9 أغسطس 1958 في بروكلين في الولايات المتحدة.

## وصلات خارجية
- ويليام إف. دوراند على موقع إن إن دي بي (الإنجليزية)